# Manolete
Manuel Laureano Rodríguez Sánchez, více známý jako Manolete (4. července 1917, Córdoba, Španělsko – 29. srpna 1947, Linares, Jaén, Španělsko) byl jedním z největších španělských toreadorů čtyřicátých let 20. století.
Čtvrtý Califa del Toreo (titul, který se v Córdobě přiděluje nejlepším toreadorům) je mnohými považován za největšího zápasníka všech dob. Jeho styl je odborníky považován jak za elegantní, tak za razantní. Svým provedením býčích zápasů velmi ovlivnil všechny své následovníky.
Zemřel 29. srpna 1947 na následky napadení 500kilogramovým býkem zvaným Islero. Právě v tomto roce přemýšlel o ukončení své toreadorské kariéry. Pohřben byl o den později v hrobce rodiny Sánchezů de Puerta, jeho velmi blízkých přátel. Jeho ostatky byly vyzvednuty a přemístěny o 4 roky později, kdy bylo vystavěno Manoletovo Mausoleum na Cementerio de Nuestra Señora de la Salud.
V posledních letech se začínají objevovat teorie, že Manolete nezemřel přímo na následky zranění býkem, nýbrž vinou chybné krevní transfuze, která mu byla hned po incidentu bezprostředně dána.
V Córdobě se nachází dva artefakty připomínající Manoletovu osobnost: Busta na Plaza de la Lagunilla a sousoší na Plaza del Conde de Priego. Byly o něm natočeny dva filmy: Manolete (2007, režie Menno Meyjes ,ztvárnil ho Adrien Brody) a Brindis a Manolete (1948, režie Florián Rey).
Jeho životní partnerkou byla španělská herečka Lupe Sino.